# Maria Theresia Canton
Maria Theresia Canton (* 1795 als Maria Theresia Hartmuth in Mannheim; † 20. November 1870 in Mannheim) war Unterstützerin der Badischen Revolution, Gründerin und Präsidentin des Frauenvereins „Concordia“ in Mannheim.

## Leben
Die Eltern der in Mannheim geborenen Katholikin Maria Theresia Hartmuth waren Maria und Anton Hartmuth, der ein königlich bayerischer Hauptmann war. Sie heiratete am 23. November 1813 den Weinheimer Handelsmann Joseph Canton. Nachdem dieser im Jahre 1826 verstorben war, kehrte sie mit ihren zwei Kindern nach Mannheim zu ihrer Mutter zurück. In demselben Jahr noch wurde sie in der von ihrer Mutter seit 24 Jahren geführten „Wartschule“ in F 5, 8 tätig. Im Mai 1847 übernahm sie diese schließlich. Canton gab an, die Verwahrung von Kindern aus Idealismus zu betreiben und dass sie „Freude, Erholung und Beruhigung in ihrer treuen Überwachung und Pflege“ finde.
Mannheim war ein Zentrum der Badischen Revolution. Nachdem bereits im August 1848 in Mannheim ein erster Frauenverein zur Unterstützung der Revolution – später „Germania“ benannt – gegründet worden war, gründete Maria Theresia Canton einen zweiten Frauenverein namens „Concordia“ (wörtlich „Eintracht“). Sie war Präsidentin des Vereins, mit dem sie und ihre Mitstreiterinnen ebenfalls die „Sache des Volks“ vertreten und die revolutionären Bestrebungen unterstützen wollten. Praktisch geschah dies durch die Sammlung von Kleidern und Ausrüstungsgegenständen für die Revolutionäre.
Die erste Versammlung des Vereins wurde am 5. Februar 1849 im „Badner Hof“ in G 6, 3 abgehalten.
Im August 1849 kam es zu einem allgemeinen Vereinsverbot, das auch die Concordia traf. Theresia Canton und ihrer Mutter wurde die Witwenpension gestrichen und die „Wartschule“ für Kleinkinder wurde geschlossen. Wie die Mainzerin Kathinka Zitz berichtete, drohte Theresia Canton auch eine Gefängnisstrafe, weil sie eine „aufwiegelnde Rede“ bei der Überreichung einer Fahne an die polnische Legion in Ludwigshafen gehalten haben sollte. Es kam jedoch nie zu einer Anklage.
Maria Theresia Canton verstarb am 20. November 1870 in Mannheim.

## Ehrungen
Maria Theresia Canton ist ein Eintrag auf dem Stadtpunkt „Sozialer Wohnungsbau im Quadrat F 5“, wo sie auch wohnte, gewidmet. Dieser Stadtpunkt steht für Demokratie, Arbeiterbewegung und Widerstand.